# Лебединский, Олег Сергеевич
Олег Сергеевич Лебединский (21.12.1924, Астрахань — 28.10.1987, Москва) — оператор киностудии «Центрнаучфильм», лауреат Сталинской премии.
Участник Великой Отечественной войны, период службы: 1942 — 12.12.1944, младший лейтенант, Воронежский фронт. Комиссован по инвалидности.
Ассистент оператора, оператор киностудии «Центрнаучфильм».
В качестве ассистента оператора летом 1947 году участвовал в съёмках испытаний немецких ракет «ФАУ-2», а затем советских ракет «Р-1» и «Р-2» на полигоне Капустин Яр.
В той же должности в августе 1949 г. участвовал в съёмках первого атомного взрыва. Затем уже в качестве оператора продолжал аналогичную работу до 1957 года, после чего переключился на космическую тему.
Член Союза кинематографистов СССР.
Сталинская премия по Постановлению СМ СССР № 3044-1304сс от 31 декабря 1953 года (в составе авторского коллектива) — за создание документальных кинофильмов по испытаниям изделий РДС-6с, РДС-4 и РДС-5.
Награждён тремя орденами «Знак Почёта» (1951, 1954, 1957), орденами Красной Звезды (1970) и Отечественной войны I степени (1985).